# Вяйсяля, Вильхо
Вильхо Вяйсяля (фин. Vilho Väisälä, 1889—1969) — финский метеоролог, физик и деятель эсперанто-движения, основатель компании Vaisala.

## Биография
Получил математическое образование, с 1912 года работал в Финском метеорологическом институте, где занимался аэрологическими измерениями, специализируясь на изучении верхних слоёв тропосферы. В 1917 году опубликовал диссертацию Ensimmäisen lajin elliptisen integralin käänteisfunktion yksikäsitteisyys («Однозначность обратной функции эллиптического интеграла первого рода»), ставшую первой диссертацией по математике в Хельсинкском университете, написанной на финском языке. Получил степень магистра по математике в 1916 году, лиценциата в 1918 году и доктора в 1919 году. Проводя метеорологические исследования, независимо от Дэвида Брента открыл закономерность, названную в их честь частота Брента — Вяйсяля.
В начале 1930-х годов изобрёл новую модель радиозонда, с которого был дан старт первого финского радиозонда в декабре 1931 года. После этого продолжил разработки, и в 1936 году, когда стало возможным организовать серийное производство радиозондов: организовал собственную компанию «Mittari Oy» и возглавлял её на протяжении длительного времени. В 1955 году компания была переименована в Vaisala, под этим наименованием фирма вышла на международные рынки и стала одним из крупнейших мировых производителей измерительных приборов со штатом более тысячи человек. 
В 1948 году стал профессором метеорологии Хельсинкского университета.
Был активным участником международного эсперанто-движения. Во время Всемирного конгресса эсперантистов 1969 года, который состоялся в Хельсинки незадолго до смерти Вяйсяли, он занимал должность ректора так называемого «Internacia Kongresa Universitato» («Университета всемирного конгресса») и координировал выступления учёных-эсперантистов на конгрессе.
Умер в 1969 году в Хельсинки, похоронен на кладбище Хиетаниеми.

## Семья

Мемориальная доска, установленная в 1976 году на месте, где стоял дом, в котором прошли детские годы Ирьё, Калле и Вильхо Вяйсяля

Был женат дважды: первый раз в 1912 году на Анне-Марии Фредрике Блумквист (1891—1954). После её смерти в 1955 году вступил в новый брак с Анной-Марией Иммонен (1888—1972).
Младшие братья: Ирьё Вяйсяля и Калле Вяйсяля также были учёными и эсперантистами — Ирьё был астрономом и оптиком, Калле — математиком.

## Избранная библиография
- Die atmosphärische Trübung im Sommer 1912 in Finnland, Suomalaisen Tiedeakatemian Kustantama, Helsinki 1918
- Bestrebungen und Vorschläge zur Entwicklung der radiometeorographischen Methoden: Eine vorläufige Mitteilung, Akad. Buchh., Helsinki 1932
- Eine neue Radiosonde, Akad. Buchh., Helsinki 1936
- Radiation effects influencing temperature measurements by means of radiosondes in the stratosphere, Suomalainen Tiedeakatemia, Helsinki 1967